# Паскаль Верляйн
Паскаль Верляйн (нім. Pascal Wehrlein; 18 жовтня 1994, Зігмарінген) — німецько-маврикійський гонщик, що виступає за команду Porsche Formula E Team та пілотом розвитку Scuderia Ferrari. Раніше він виступав у Формулі-1 за команди Sauber і Manor. Маючи подвійне громадянство Німеччини та Маврикію, він виступав у Формулі-1 під німецьким прапором. Раніше він брав участь у гонках DTM, вигравши титул з командою Mercedes-Benz HWA AG у 2015 році. У 2014 році Верляйн став наймолодшим гонщиком, який виграв гонку DTM у віці 19 років, а наступного року він став наймолодшим чемпіоном DTM у віці 20 років.
У лютому 2016 року він почав виступати у Формулі-1 за команду Manor, здобувши своє перше очко чемпіонату на Гран-прі Австрії. Протягом сезону він регулярно перевершував свого товариша по команді з Ріо Харьянто, згодом Харьянто був замінений в середині сезону Естебаном Оконом.
На початку 2017 року Manor припинив свою діяльність, і Верляйн перейшов до Sauber. Однак перед початком сезону він потрапив в аварію на гонці чемпіонів, через що не зміг взяти участь у перших двох гонках сезону. Незважаючи на це, того року він набрав єдині очки Sauber. У сезоні 2018 року його замінив Шарль Леклер.

## Особисте життя
Верляйн народився в Зігмарінгені в сім'ї німця та маврикійки. Його батько Річард Верляйн, який брав участь у чемпіонатах Німеччини з боксу, володіє компанією з виробництва ЧПК в Острасі.

## Кар'єра

### Картинг
Верляйн почав займатися картингом у 2003 році і на початку своєї кар'єри брав участь у гонках тільки в рідній Німеччині. Він пройшов шлях від молодших серій картингу до категорії KF2 до 2009 року, коли зайняв п’яте місце в ADAC Kart Masters.

### ADAC Formel Masters
У 2010 році він дебютував у чемпіонаті ADAC Formel Masters з ADAC Berlin-Brandenburg e.V. (також відомі як Mücke Motorsport). Верляйн фінішував шостим у чемпіонаті з перемогою на Заксенрингу та трьома іншими подіумами. Він залишився в серії з командою на наступний рік. На шляху до чемпіонського титулу Верляйн здобув сім перемог на Ошерслебені, Заксенрингу, Золдері, Нюрбургрингу та Лаузіці.

### Formula 3 Euro Series
У 2012 році Верляйн перейшов в Євро-серію Формули-3, продовживши виступати за Mücke Motorsport. Він фінішував 2-м у чемпіонаті після Даніеля Хункаделли.

### DTM (2013–2015)

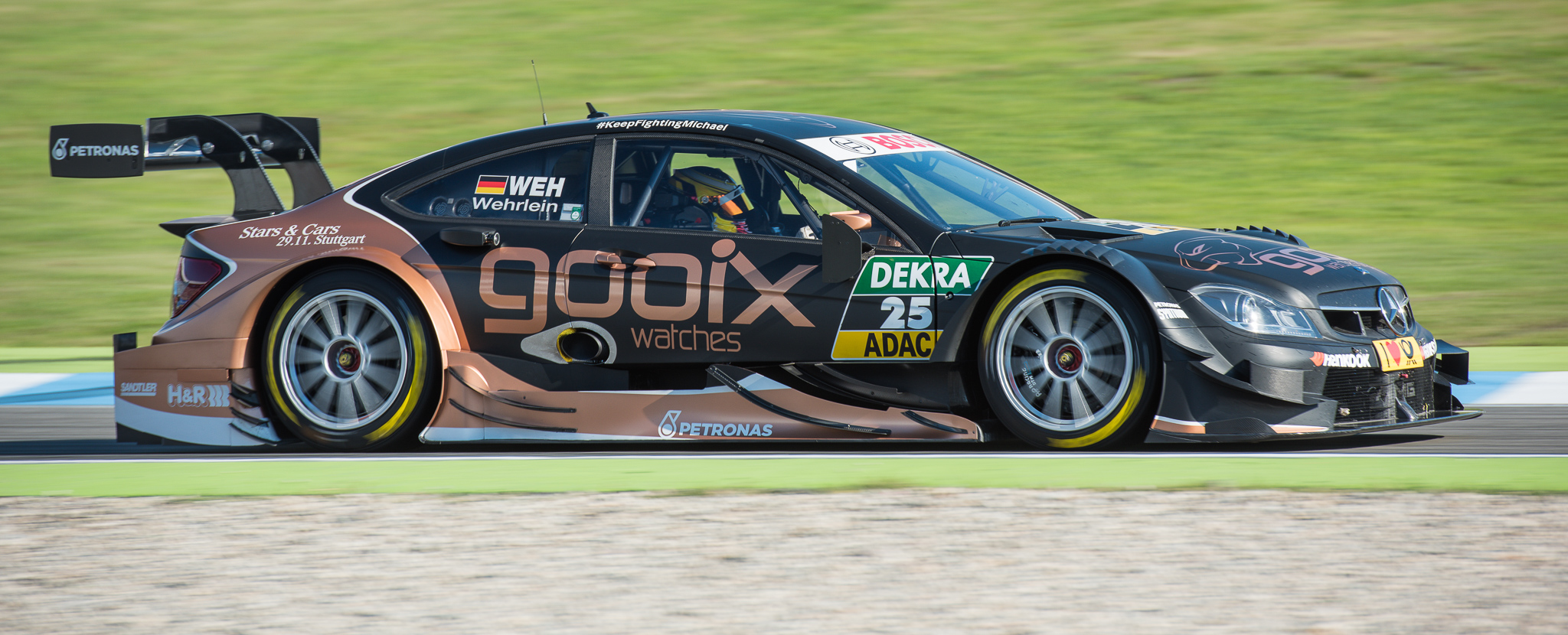
Верляйн в сезоні DTM 2014 року.

Верляйн дебютував в Deutsche Tourenwagen Masters (DTM) у 2013 році у віці 18 років. За три сезони Верляйн зумів стати одним із кращих серед пілотів, незважаючи на свій юний вік.
У своєму дебютному сезоні він набрав 3 очки, фінішувавши 22-м у чемпіонаті. Він також здобув своє перше з двох найшвидших кіл у своїй кар'єрі.
У 2014 році перейшов в команду HWA, де став наймолодшим гонщиком в історії серії, який завоював поул-позицію і виграв гонку. Посів 8-е місце в чемпіонаті, набравши 46 очок. Окрім видатної перемоги в Лаузіці, другим найкращим результатом Верляйна в сезоні було п’яте місце на Норисрингу.
У 2015 році DTM повернувся до проведення двох гонок за вікенд, що призвело до 18 етапів чемпіонату 2015 року. Через нестабільність виступів більшості команд і гонщиків Верляйн легко виграв титул, здобувши очки на всіх етапах, крім трьох. Він здобув 5 подіумів, одне найшвидше коло та дві перемоги. Він став першим гонщиком, який виграв чемпіонат, не здобувши жодного поулу протягом усього чемпіонату, а також став наймолодшим чемпіоном DTM в історії.

### Формула-1

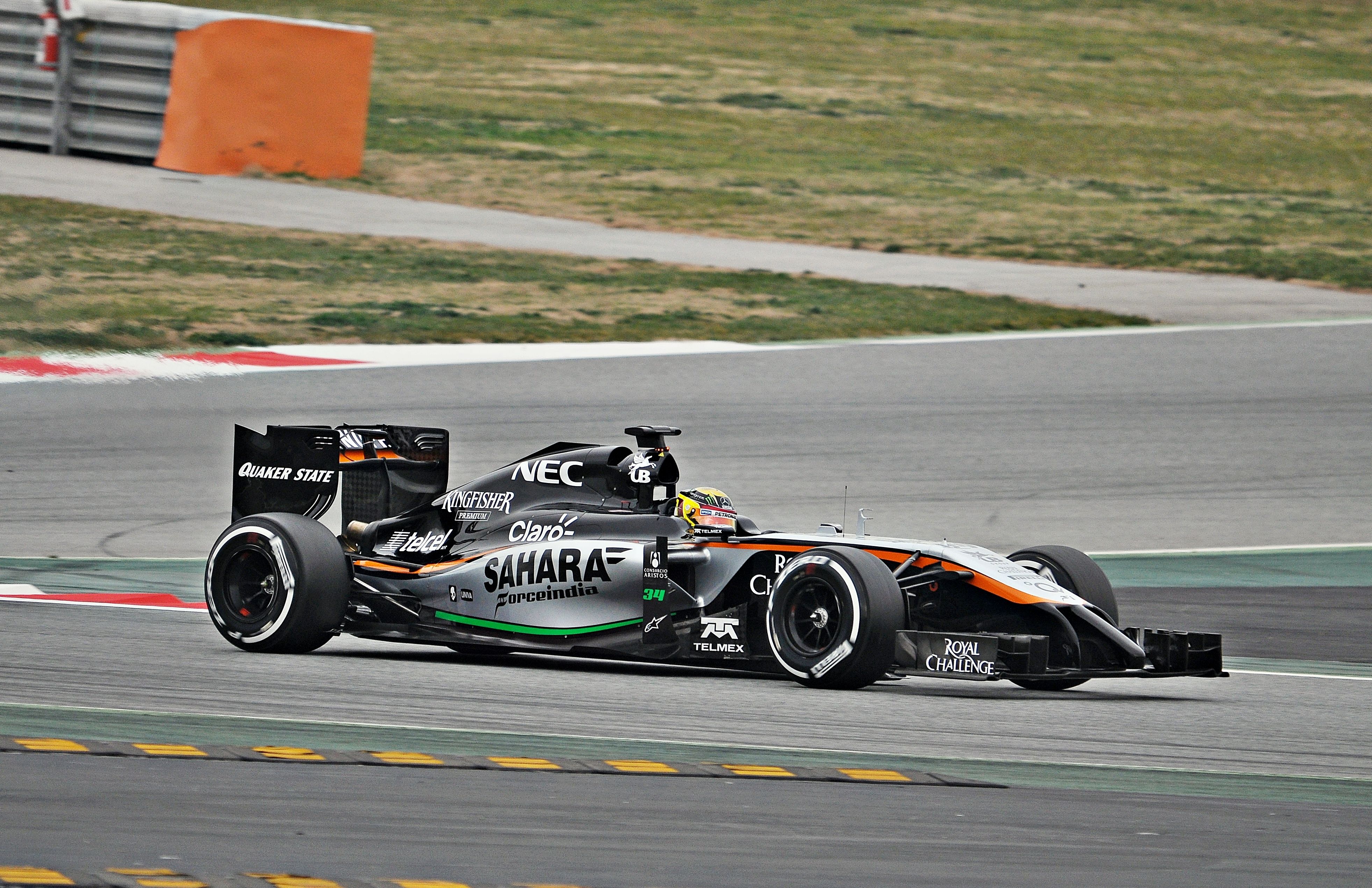
Верляйн за кермом Force India під час передсезонних тестів Формули-1 в році.

У вересні 2014 року було оголошено, що Верляйн стане резервним пілот команди Формули-1 Mercedes і був прийнятий першим в їхню програму молодих пілотів. Він брав участь у передсезонних тестах у Барселоні, керуючи як болідом Force India, так і Mercedes.

#### Manor (2016)

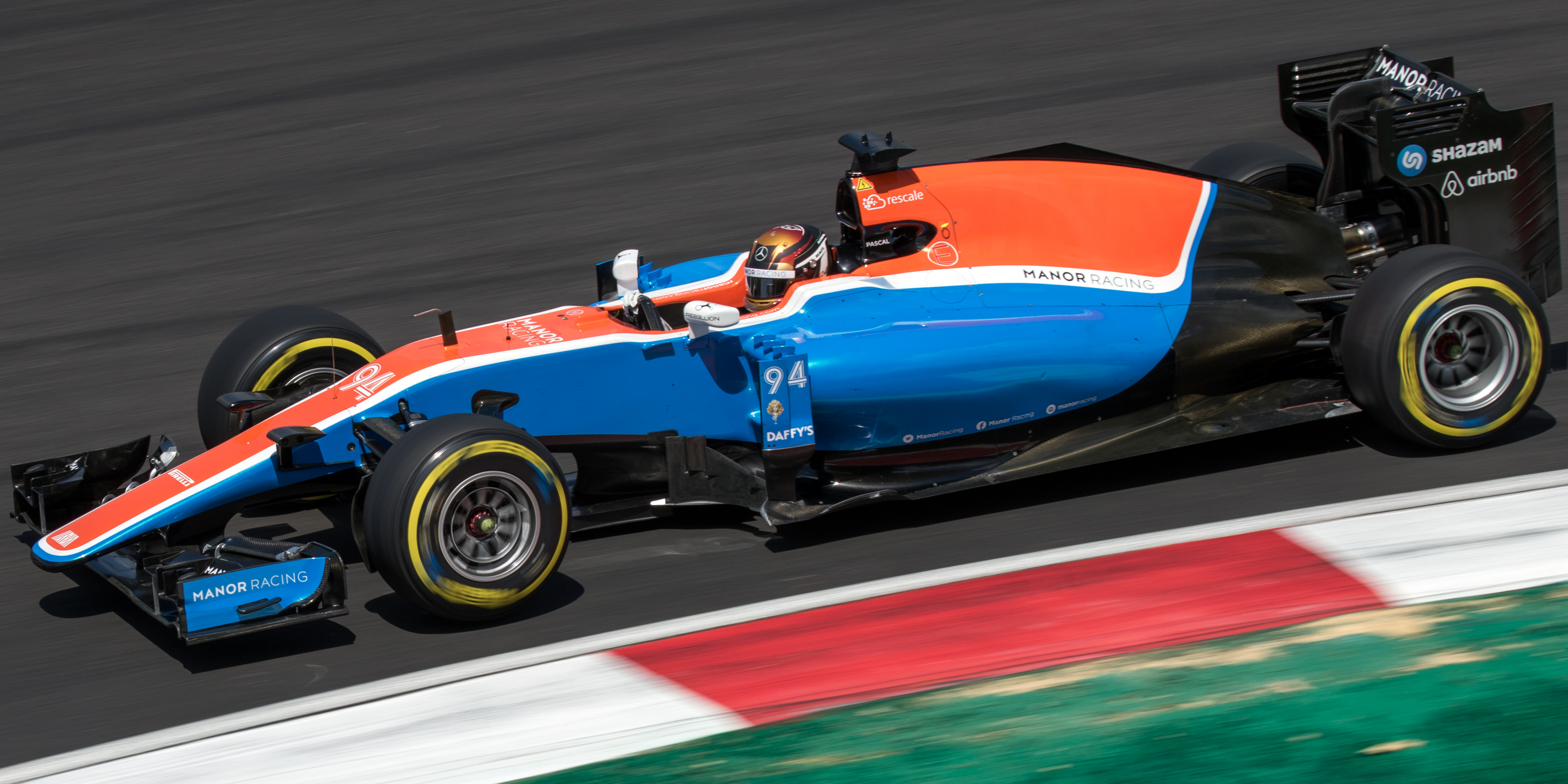
Верляйн за кермом Manor на Гран-прі Малайзії 2016 року.

10 лютого 2016 року було оголошено, що Верляйн дебютує у Формулі-1 з Manor Racing. Передбачалось, що Manor отримає доступ до аеродинамічної труби Mercedes в обмін на найм Верляйна. Він вибрав номер 94, що означає рік його народження. Верляйн набрав єдине очко для себе та команди  в сезоні на Гран-прі Австрії, зайнявши десяте місце.

#### Sauber (2017)

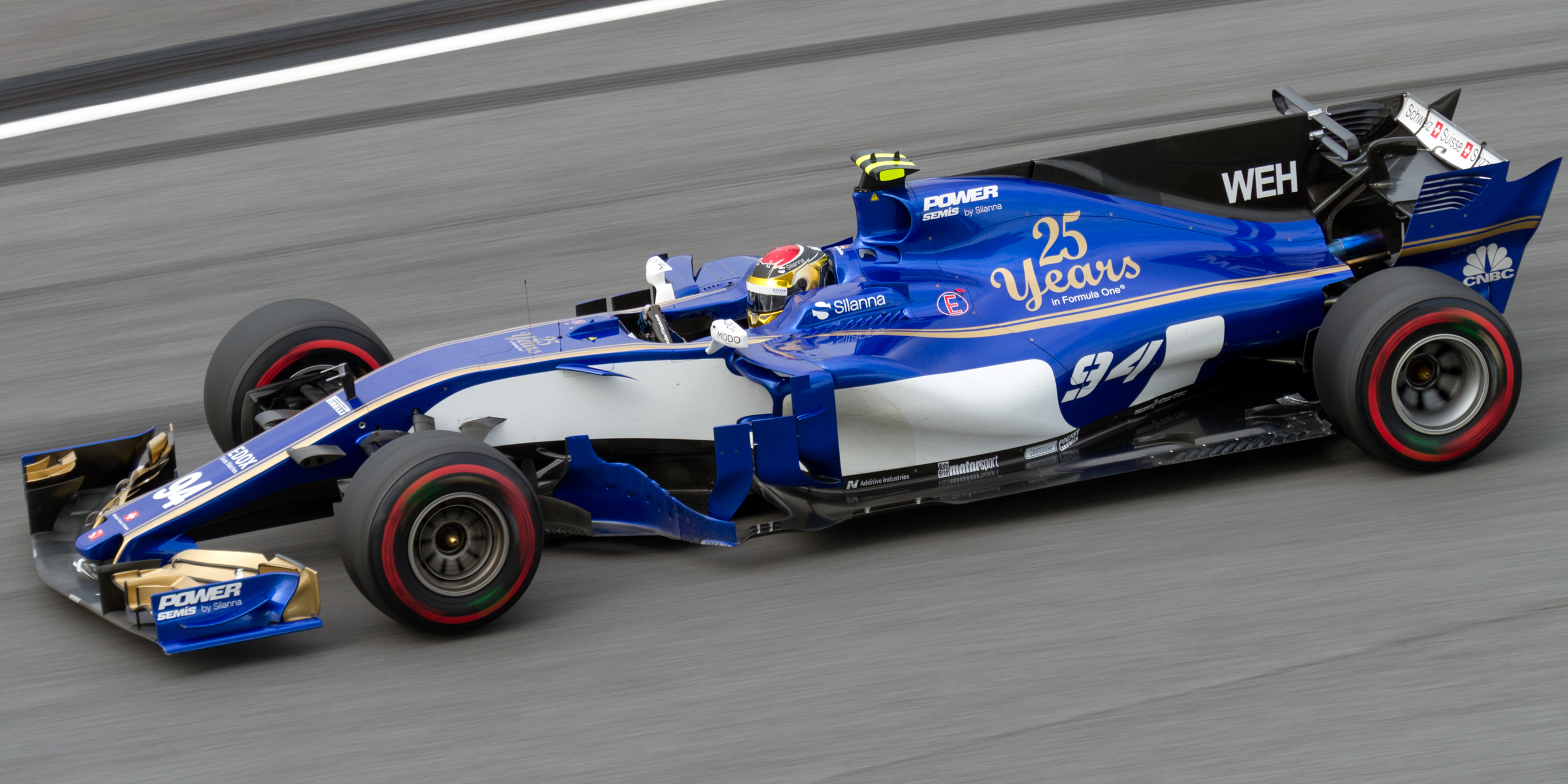
Верляйн за кермом Sauber на Гран-прі Малайзії 2017 року.

16 січня 2017 року Верляйн підписав контракт із командою Заубер. Він був змушений пропустити перший тест у Барселоні через травму, яку він отримав під час змагань у «Гонці чемпіонів». Його замінив Антоніо Джовінацці, перш ніж повернутися на другий тест на тій же трасі. Незважаючи на те, що він був готовий взяти участь у Гран-прі Австралії, пізніше він відмовився після участі у перших двох тренуваннях, а Джовінацці замінив його на решту гоночного вікенду. 3 квітня 2017 року Sauber F1 оголосив, що Верляйн знову буде замінений на Джовінацці на Гран-прі Китаю 2017. Він повернувся до змагань на наступноме Гран-прі Бахрейну, кваліфікувавшись 13-м і закінчивши гонку 11-м. Він фінішував восьмим на Гран-прі Іспанії завдяки стратегії з одним піт-стопом. Його гонка на Гран-прі Монако завершилася, коли на 57-му колі Дженсон Баттон спробував обігнати по внутрішній траєкторії в повороті Портьє, але зіткнувся з болідом Верляйна, внаслідок перекинув його на бік проти бар’єрів. Верляйну довелось пройти сканування спини після інциденту. Він набрав очки вдруге в сезоні на хаотичному Гран-прі Азербайджану після важкої боротьби за 10-е місце зі своїм товаришем по команді Маркусом Ерікссоном. Це збільшило його загальну кількість очок в чемпіонаті до 5. Незважаючи на те, що він переміг Ерікссона як у кваліфікації, так і в більшості гонок, а також був єдиним гонщиком, який набрав очки для Sauber того сезону, 2 грудня 2017 року Заубер оголосив, що Верляйн не буде продовжений на сезон 2018 року і що його замінить Шарль Леклер.

#### Тест-пілот Ferrari (2019–2020)
8 січня 2019 року Верляйн був оголошений пілотом розвитку Ferrari.

### Повернення в DTM (2018)
7 лютого 2018 року було оголошено, що Верляйн повернеться в DTM з командою HWA Mercedes-AMG після втрати свого місця у Формулі-1 Шарлю Леклеру. Протягом сезону DTM 2018 року Верляйн піднявся на один подіум і завершив чемпіонат 8-м.
Після цього сезону Верляйн покинув юніорську команду Mercedes. Він також перестав бути заводським водієм Mercedes.

### Формула E (2019–дотепер)

#### Mahindra Racing (2019–2020)
Верляйн перейшов у Формулу E на сезон 2018–2019 років, виступаючи за команду Mahindra Racing. Він не брав участі у першому раунді сезону в Дірії, його замінив Фелікс Розенквіст, натомість дебютував на е-Прі Маракешу. Верляйн завоював свою першу поул-позицію лише у своїй третій гонці в серії на е-Прі Мехіко. У гонці він перетнув фінішну лінію на другому місці, на 0,210 секунди відстаючи від Лукаса ді Грассі після того, як його обігнали в останньому повороті, але отримав 5-секундний штраф за зріз повороту раніше в гонці, що відкинуло його на шосте місце. Він встановив найшвидший кваліфікаційний час у кваліфікації на е-Прі Парижу, але йому та товаришу по команді д'Амброзіо скасували кваліфікаційні результати через те, що їхні боліди мали недостатню вагу, піднявши Олівера Роуленда на поул-позицію. 8 червня 2020 року Верляйн оголосив про свій відхід з команди Mahindra в пості в Instagram.

#### TAG Heuer Porsche (2021–дотепер)

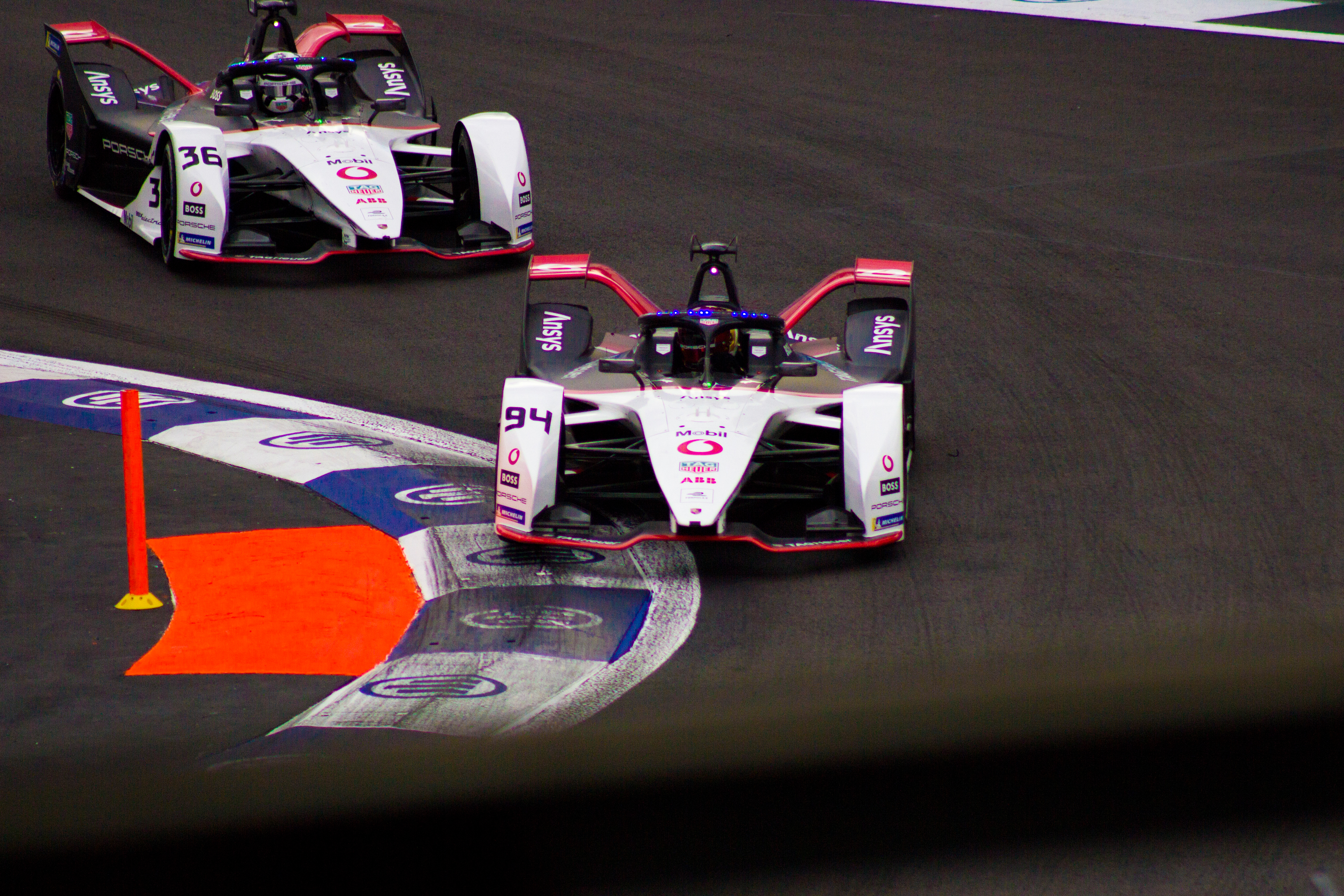
Верляйн попереду Андре Лоттерера на переможному е-Прі Мехіко 2022 року.

Верляйн був підписаний командою Porsche Formula E Team на чемпіонат світу Formula E 2020-21. Верляйн замінив Ніла Яні і став партнером свого співвітчизника Андре Лоттерера. Верляйн взяв поул на е-Прі Пуебли і перетнув фінішну лінію першим, але був дискваліфікований після того, як його команда не змогла оголосити свій комплект шин.
Обидва пілоти залишились з командою на сезон 2021/22. Верляйн здобув поул у третьому раунді чемпіонату на автодромі імені братів Родрігес в Мехіко та виграв гонку, здобувши першу перемогу для себе та Porsche у Формулі E, а також першу перемогу Porsche з першим і другим місцем, Лоттерер перетнув фінішну лінію другим.

## Результати виступів

### Гоночна кар'єра
| Сезон   | Серія                               | Команда                          | Гонки           | Перемоги        | Поули           | Н/к             | Подіуми         | Очки            | Місце           |
| ------- | ----------------------------------- | -------------------------------- | --------------- | --------------- | --------------- | --------------- | --------------- | --------------- | --------------- |
| 2010    | ADAC Formel Masters                 | ADAC Berlin-Brandenburg e.V.     | 20              | 1               | 1               | 1               | 4               | 147             | 6               |
| 2011    | ADAC Formel Masters                 | ADAC Berlin-Brandenburg e.V.     | 24              | 8               | 7               | 4               | 13              | 331             | 1               |
| 2012    | Formula 3 Euro Series               | Mücke Motorsport                 | 24              | 1               | 1               | 1               | 11              | 226             | 2               |
| 2012    | FIA Formula 3 European Championship | Mücke Motorsport                 | 20              | 1               | 1               | 1               | 6               | 179             | 4               |
| 2012    | Masters of Formula 3                | Mücke Motorsport                 | 1               | 0               | 0               | 0               | 0               | Н/Д             | 5               |
| 2012    | Macau Grand Prix                    | Mücke Motorsport                 | 1               | 0               | 0               | 0               | 0               | Н/Д             | 4               |
| 2013    | Deutsche Tourenwagen Masters        | Mücke Motorsport                 | 10              | 0               | 0               | 1               | 0               | 3               | 22              |
| 2013    | FIA Formula 3 European Championship | Mücke Motorsport                 | 3               | 1               | 2               | 2               | 3               | 49              | 14              |
| 2014    | Deutsche Tourenwagen Masters        | HWA Team                         | 10              | 1               | 1               | 0               | 1               | 46              | 8               |
| 2014    | Формула-1                           | Mercedes-AMG Petronas F1 Team    | Резервний пілот | Резервний пілот | Резервний пілот | Резервний пілот | Резервний пілот | Резервний пілот | Резервний пілот |
| 2015    | Deutsche Tourenwagen Masters        | HWA AG                           | 18              | 2               | 0               | 1               | 5               | 169             | 1               |
| 2016    | Формула-1                           | Manor Racing MRT                 | 21              | 0               | 0               | 0               | 0               | 1               | 19              |
| 2017    | Формула-1                           | Sauber F1 Team                   | 19              | 0               | 0               | 0               | 0               | 5               | 18              |
| 2018    | Deutsche Tourenwagen Masters        | Mercedes-AMG Motorsport Petronas | 20              | 0               | 0               | 0               | 1               | 108             | 8               |
| 2018–19 | Формула E                           | Mahindra Racing                  | 12              | 0               | 1               | 2               | 1               | 58              | 12              |
| 2019    | Формула-1                           | Scuderia Ferrari                 | Пілот розвитку  | Пілот розвитку  | Пілот розвитку  | Пілот розвитку  | Пілот розвитку  | Пілот розвитку  | Пілот розвитку  |
| 2019–20 | Формула E                           | Mahindra Racing                  | 5               | 0               | 0               | 1               | 0               | 14              | 18              |
| 2020    | Формула-1                           | Scuderia Ferrari                 | Пілот розвитку  | Пілот розвитку  | Пілот розвитку  | Пілот розвитку  | Пілот розвитку  | Пілот розвитку  | Пілот розвитку  |
| 2020–21 | Формула E                           | TAG Heuer Porsche Formula E Team | 15              | 0               | 1               | 0               | 1               | 79              | 11              |
| 2021–22 | Формула E                           | TAG Heuer Porsche Formula E Team | 16              | 1               | 1               | 0               | 1               | 71              | 10              |
| 2022–23 | Формула E                           | TAG Heuer Porsche Formula E Team | 16              | 3               | 0               | 0               | 4               | 149             | 4               |
| 2023–24 | Формула E                           | TAG Heuer Porsche Formula E Team | 16              | 3               | 3               | 0               | 5               | 198             | 1               |

* Сезон триває.

### Результати виступів у Формулі-1
| Рік  | Команда          | Шасі        | Двигун                          | 1      | 2      | 3      | 4      | 5      | 6        | 7      | 8        | 9      | 10       | 11     | 12       | 13       | 14       | 15     | 16     | 17       | 18     | 19       | 20     | 21     | Місце | Очки |
| ---- | ---------------- | ----------- | ------------------------------- | ------ | ------ | ------ | ------ | ------ | -------- | ------ | -------- | ------ | -------- | ------ | -------- | -------- | -------- | ------ | ------ | -------- | ------ | -------- | ------ | ------ | ----- | ---- |
| 2016 | Manor Racing MRT | Manor MRT05 | Mercedes PU106C Hybrid 1.6 V6 t | АВС 16 | БАХ 13 | КИТ 18 | РОС 18 | ІСП 16 | МОН 14   | КАН 17 | ЄВР Схід | АВТ 10 | ВЕЛ Схід | УГО 19 | НІМ 17   | БЕЛ Схід | ІТА Схід | СІН 16 | МАЛ 15 | ЯПО 22   | США 17 | МЕК Схід | БРА 15 | АБУ 14 | 19    | 1    |
| 2017 | Sauber F1 Team   | Sauber C36  | Ferrari 061 1.6 V6 t            | АВС Т  | КИТ    | БАХ 11 | РОС 16 | ІСП 8  | МОН Схід | КАН 15 | АЗЕ 10   | АВТ 14 | ВЕЛ 17   | УГО 15 | БЕЛ Схід | ІТА 16   | СІН 12   | МАЛ 17 | ЯПО 15 | США Схід | МЕК 14 | БРА 14   | АБУ 14 |        | 18    | 5    |